# Kaldera

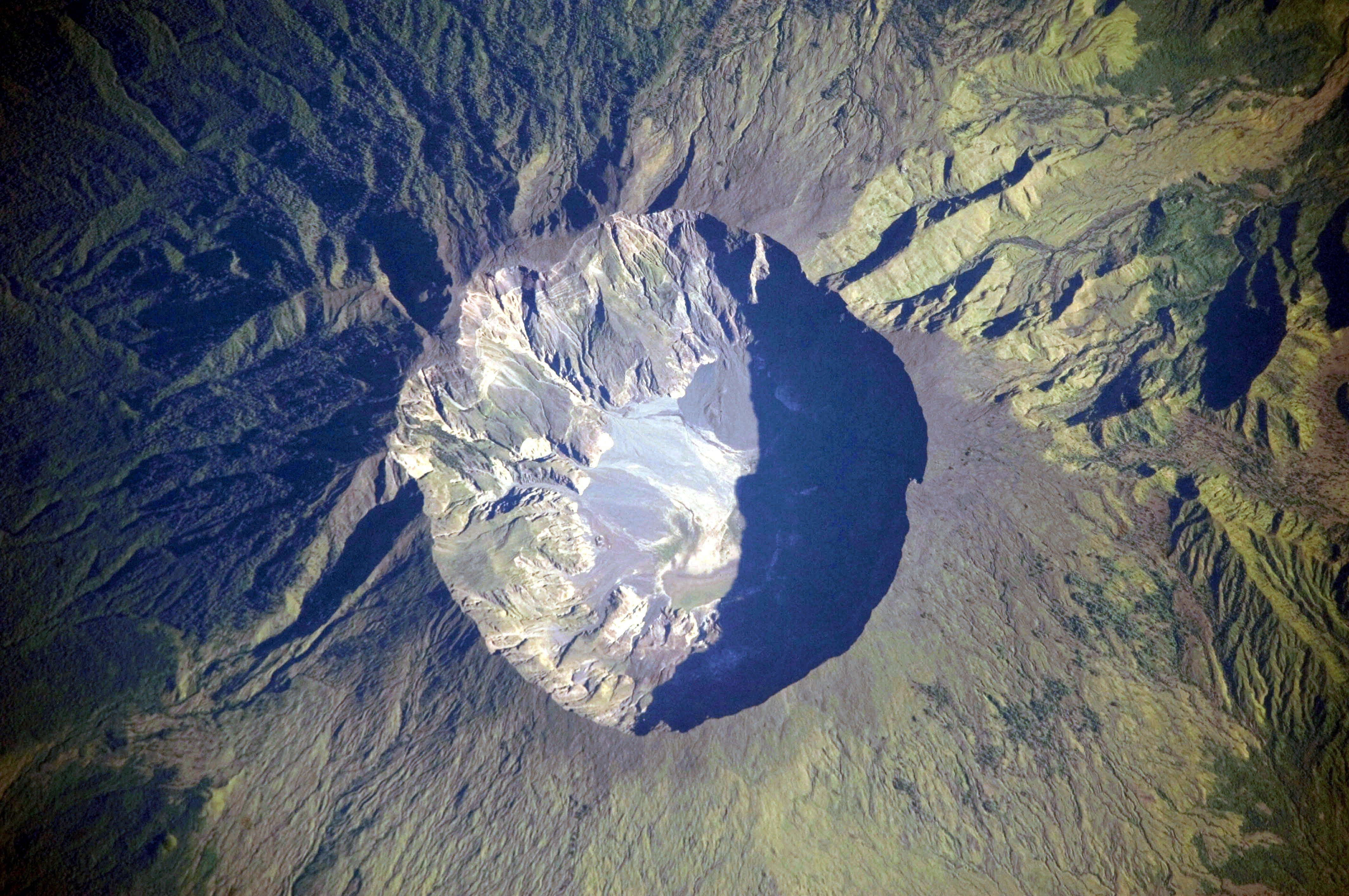
7 kilometrů široká kaldera Tambory, zformovaná v roce 1815 nejsilnějších sopečnou erupcí za posledních 700 let

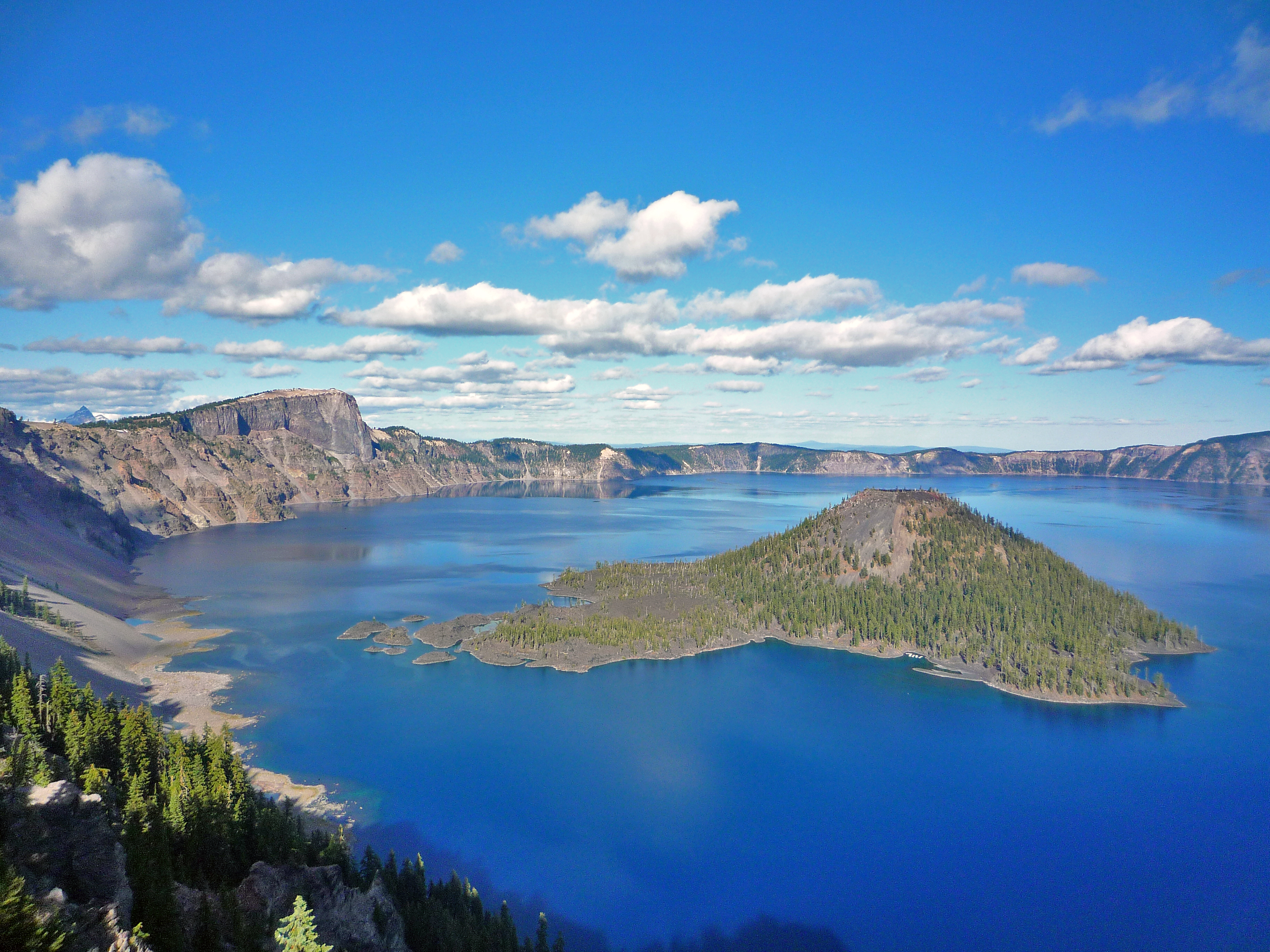
Asi 10 km široká kaldera s jezerem Crater Lake v americkém Oregonu, jež vznikla před 7 700 lety mohutnou erupcí, jež vyvrhla 50 km³ sopečného materiálu

Kaldera je geologický útvar, který vzniká v závěru sopečné erupce. Má půdorysný tvar kruhové nebo elipsovité prohlubně, ohraničené vysokými skalními stěnami na svém okraji. Její průměr se nejčastěji pohybuje do několika kilometrů (výjimečně několik desítek kilometrů) a hloubka činní několik set metrů. Ačkoliv se kaldera vizuálně podobá sopečnému kráteru, jedná se o dvě různé povrchové formace s odlišným způsobem vzniku a rozměry. Kalderizace je nejčastěji spojována s katastrofálními explozivními erupcemi pliniovského typu, kdy objem vyvrženin překračuje 1 km³. Během formování kaldery obyčejně dochází k částečnému nebo úplnému zániku původního sopečného tělesa. Ovšem nejsou nutně vázány na explozivní erupce, ale vyskytují se rovněž i u štítových sopek, kde převažuje výlevný (neexplozivní) vulkanismus. Přestože každý rok dojde na Zemi zhruba k 60–80 sopečným výbuchům u 50–70 sopek, patří zformování kaldery k relativně vzácným jevům, k nimž dochází pouze párkrát za století. Mezi lety 1911 a 2018 je známo pouze osm případů.Po skončení erupce bývají působením srážek a podzemních vod často vyplněny kalderovým jezerem. S pokračující vulkanickou aktivitou se na jejich dně mohou objevit lávové dómy či může započít růst zcela nového kuželu (tzv. somma), přičemž přísun nového materiálu je schopný v určitém časovém horizontu kalderu částečně nebo zcela zaplnit. V případě další silné erupce se může nová kaldera zformovat uvnitř stávající anebo se mohou dvě různě staré kaldery navzájem překrývat.
Kaldery se nutně nenacházejí jen na Zemi, ale byly objeveny i na jiných tělesech Sluneční soustavy. Dávný vulkanismus vedl k jejich vzniku na Měsíci, Venuši, Marsu, ale i jupiterově měsíci Io. Oproti těm pozemským dosahují větší velikosti.

## Etymologie
Slovo kaldera pochází ze španělštiny (caldera) a z latiny (caldaria). V překladu znamená kotel, odkazující na hrnec na vaření. Termín kaldera byl do geologického slovníku zaveden německým geologem Leopoldem von Buchem, když publikoval své paměti o své návštěvě Kanárských ostrovů v roce 1815. Jednalo se o Las Cañadas na ostrově Tenerife a Caldera de Taburiente na ostrově La Palma.

## Vznik

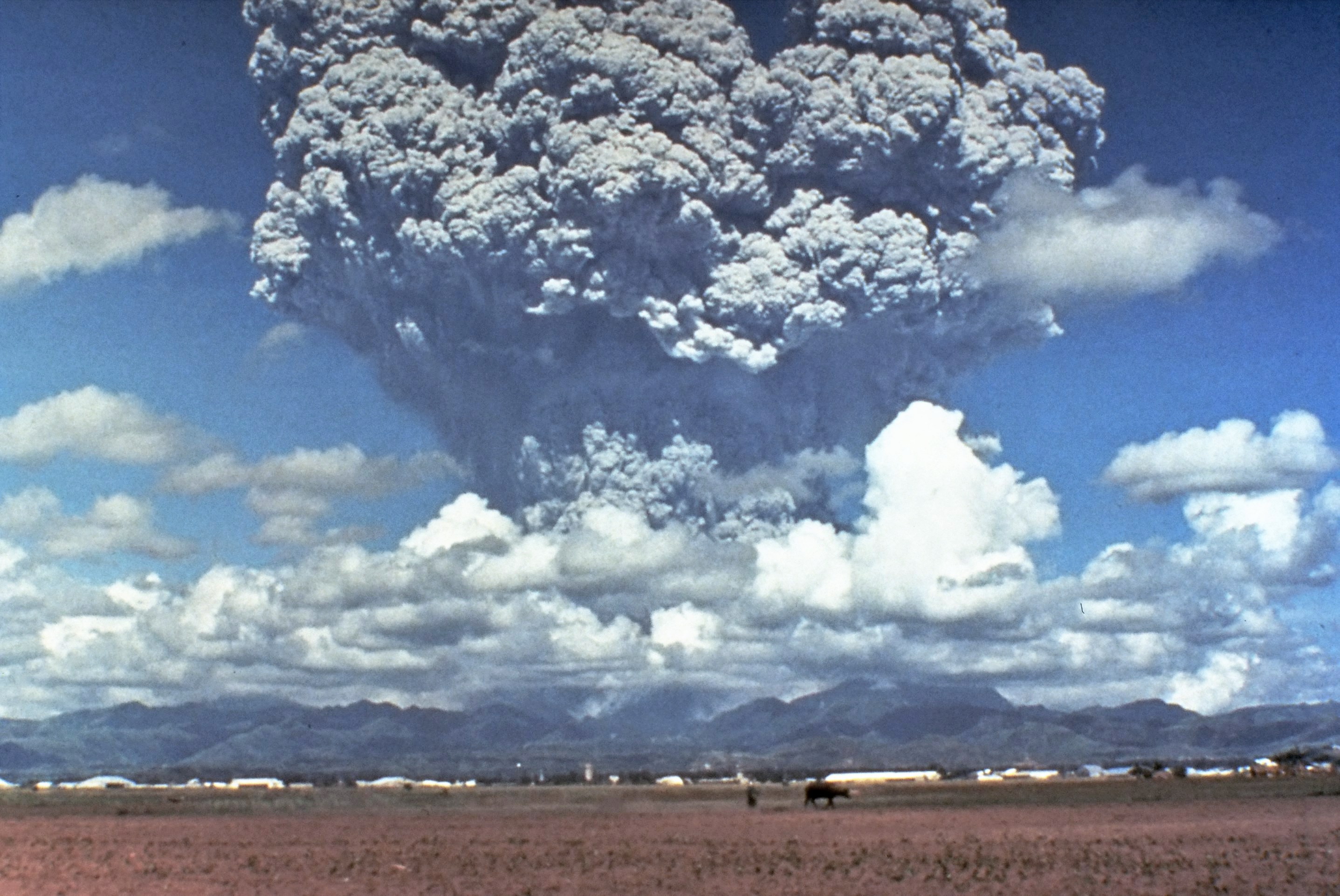
Pliniovská erupce sopky Pinatubo na Filipínách, 12. června 1991

Formuje se gravitačním zhroucením (tzv. kalderizací) nadložních vrstev do uvolněného prostoru částečně vyprázdněného magmatického krbu v závěru silné sopečné erupce. Erupce, která během krátké doby vyvrhne velké objemy magmatu, může způsobit významné poškození strukturální integrity magmatického krbu, což značně sníží jeho schopnost podpírat váhu nadloží nad sebou. To se působením gravitace propadne do uvolněného prostoru, což se na zemském povrchu projeví vznikem kotlovité prohlubně. Následkem toho může dojít k částečnému nebo úplnému zániku původního sopečného tělesa. Rozměry kaldery závisí na množství vyvržené hmoty a povaze erupce. Průměr většiny kalder činí několik kilometrů a jejich hloubka dosahuje několik set metrů. Největší z nich mohou mít velikost až 80 km. Kromě explozivního vulkanismu se kalderizace objevuje taktéž u výlevného vulkanismu. Zvláštností je to, že u nich probíhá již u nízkoobjemových událostí. Sopka Fernandina na Galapágách iniciovala v roce 1968 výlev 0,2 km³ čedičové lávy, což následně zapříčinil kolaps její vrcholové části do prohlubně o průměru 5 km a hloubce 300 m. Kaldery se rovněž utváří během mimořádně silných erupcí supervulkánů o síle VEI 8, kdy dojde vyvrhnutí více než 1 000 km³ sopečného materiálu. Takové události jsou mimořádně vzácné, dochází k nim pouze jednou za několik desítek tisíc let, naposledy před 25 600 lety. Velikost těchto kalder výrazně překračuje velikost kalder u běžných sopek. Například Yellowstonská kaldera má rozměry 70 × 45 km, zatímco kaldera Toby dokonce 100 × 30 km. Největší kalderou světa je Apolaki, nacházející se ve Filipínském moři. Byla objevena v roce 2019 a její průměr dosahuje 150 km.

Kaldery explozivního vulkanismu:

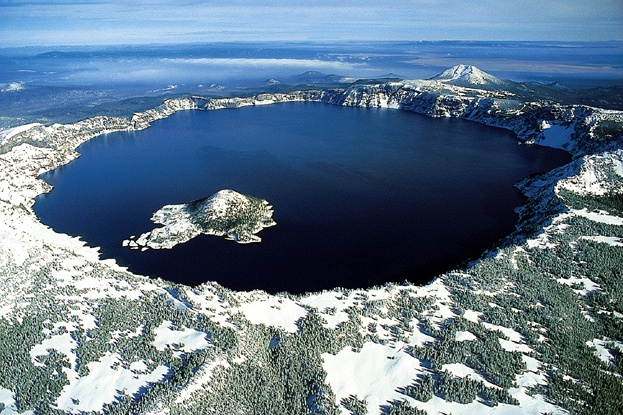
Kráterové jezero (USA)
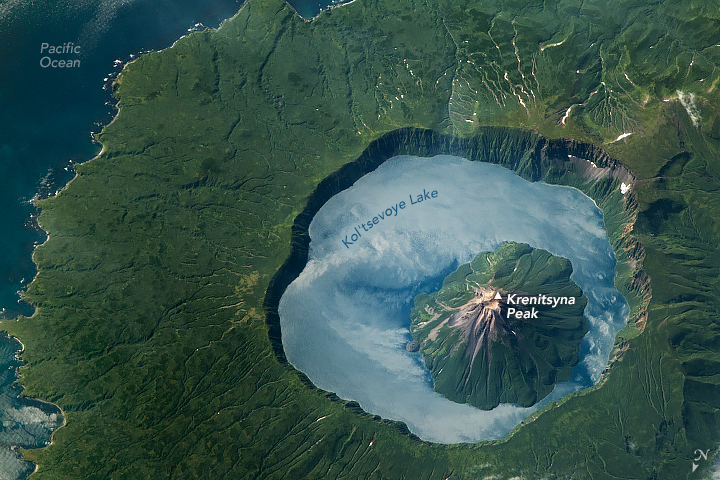
Kaldera Tao-Rusyr se stratovulkánem Krenicyn na kurilském ostrově Onekotan.
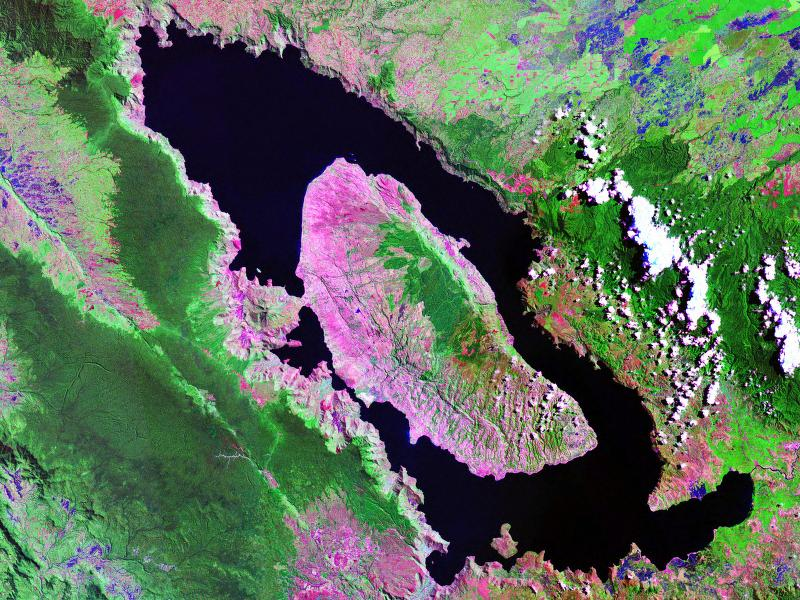
Toba (Indonésie)
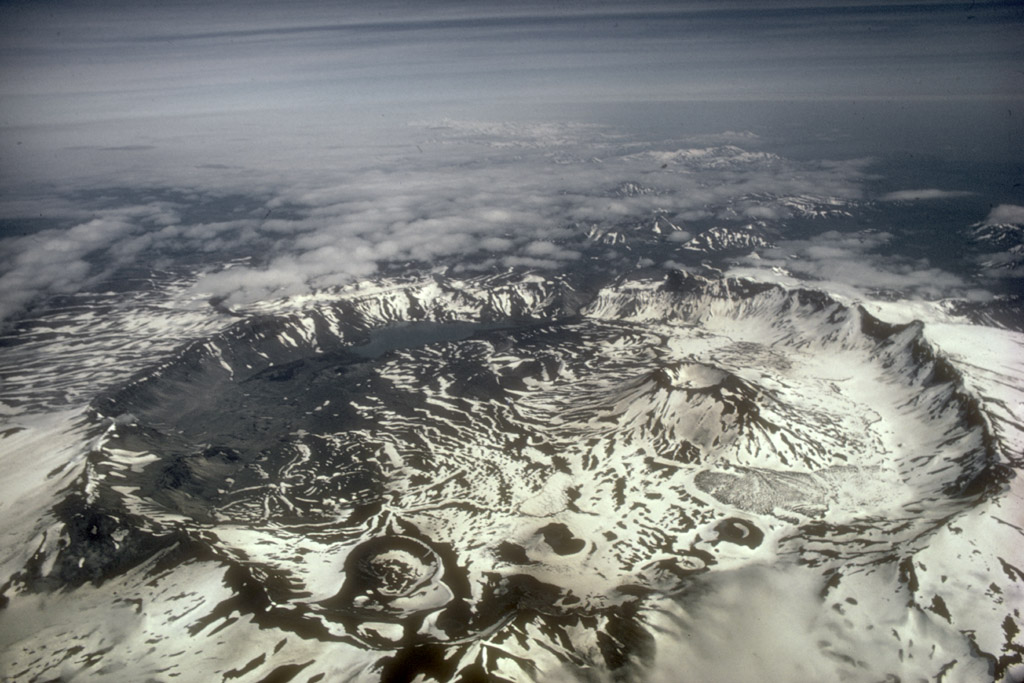
Aniakchak (USA)
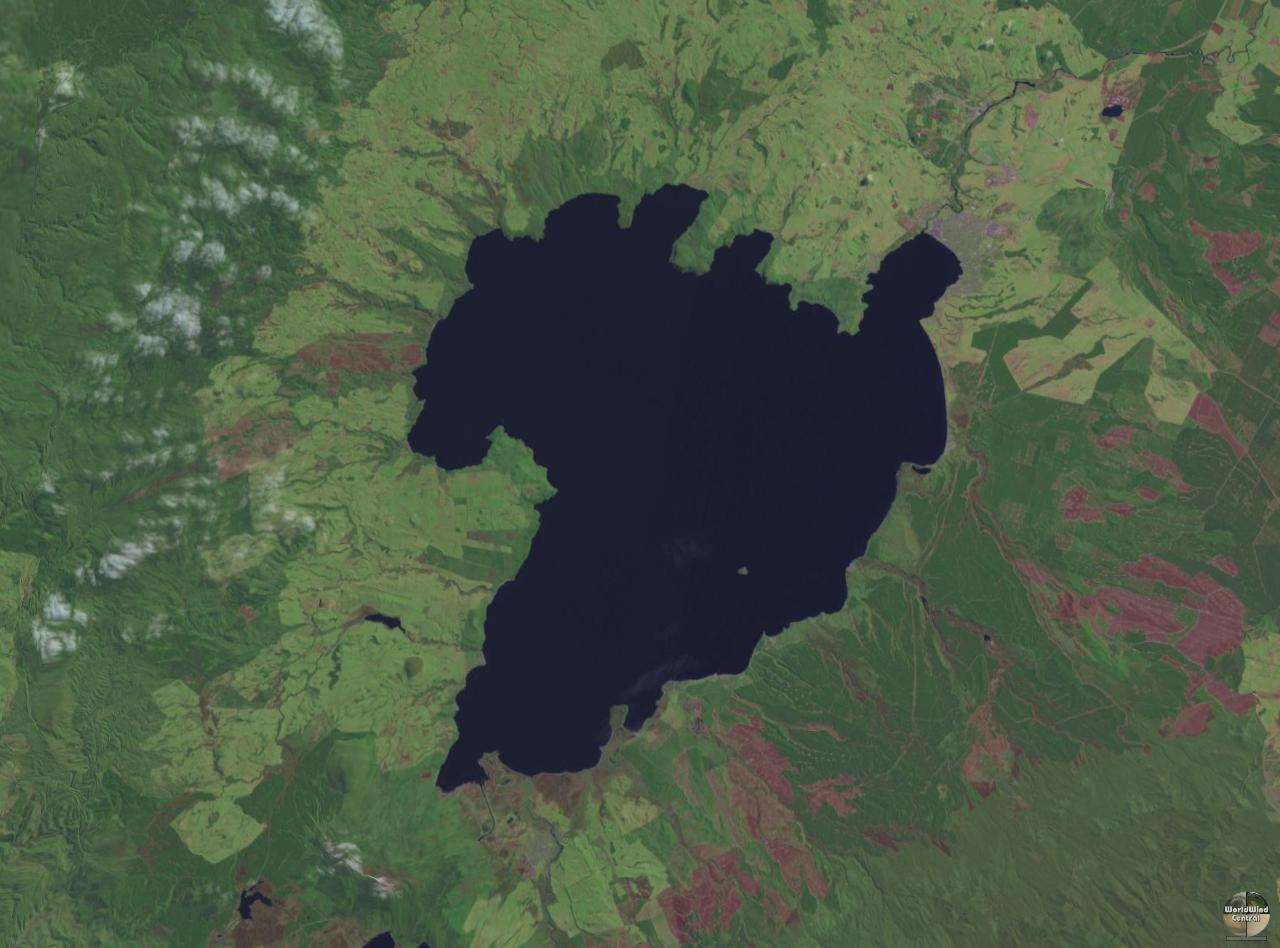
Taupo (Nový Zéland)
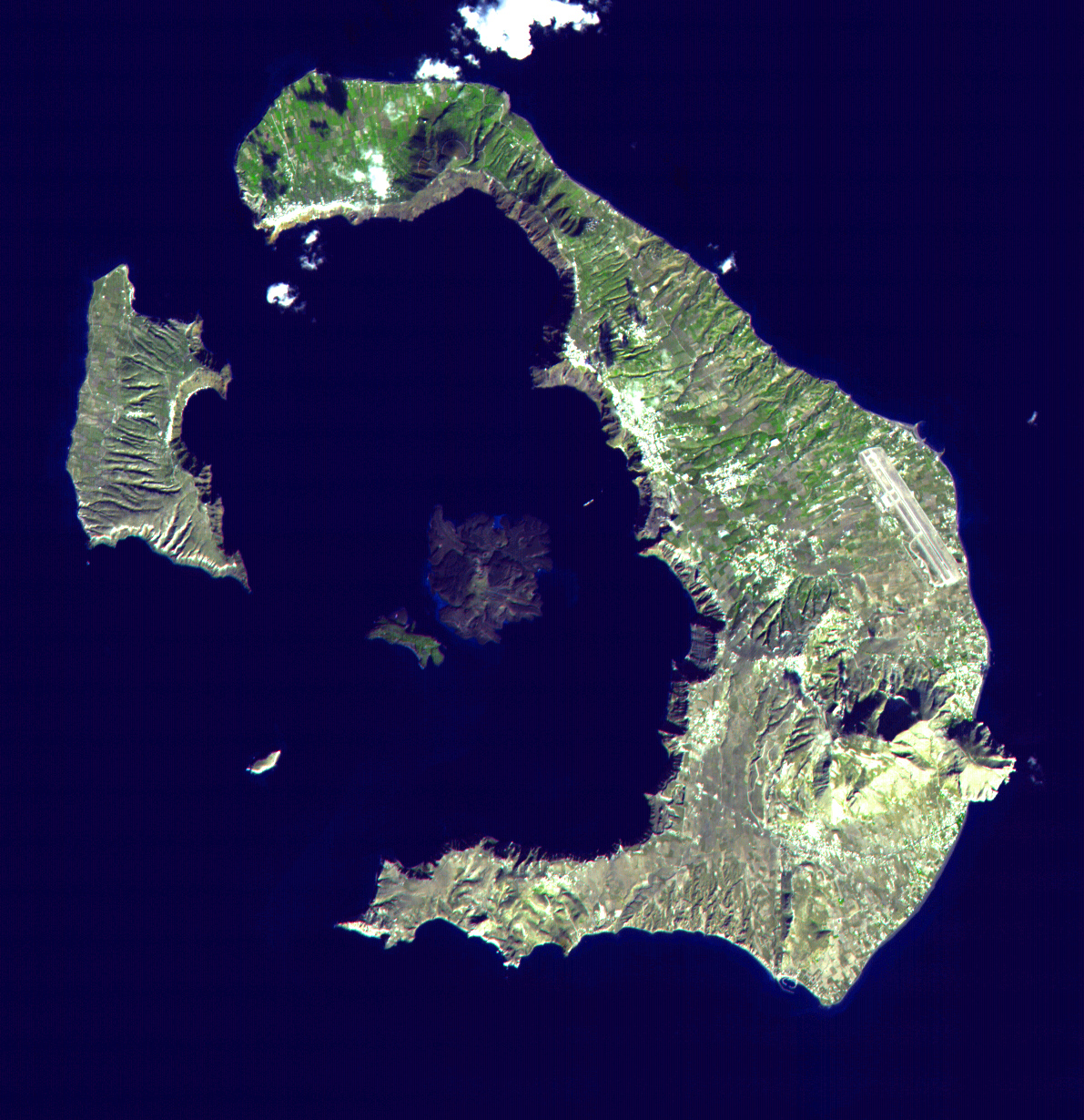
Santorini (Řecko)
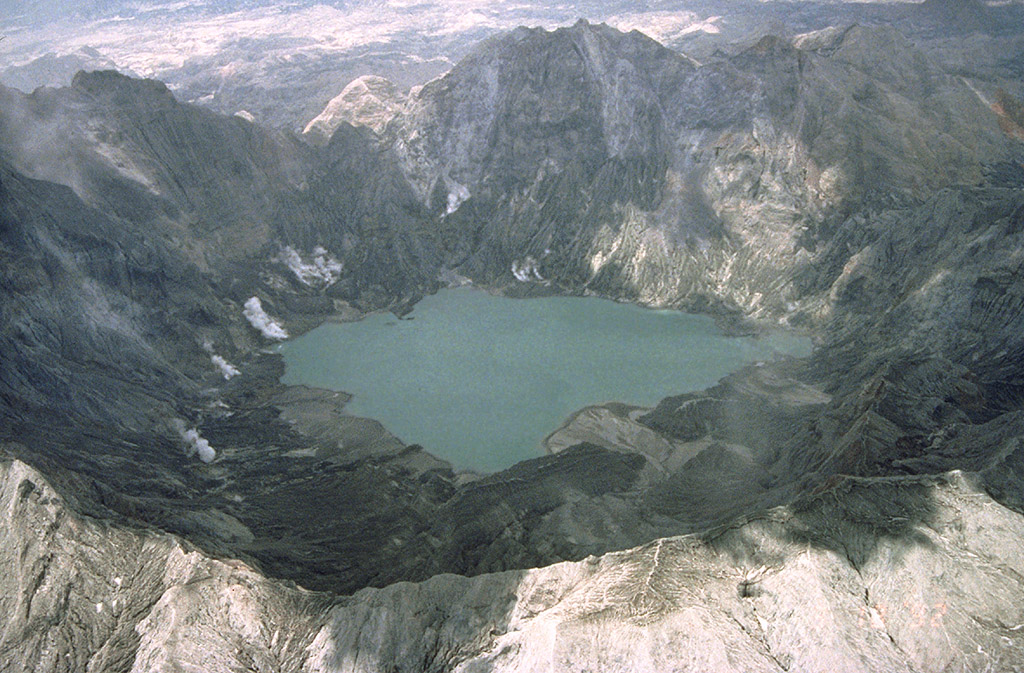
2,5km kaldera sopky Pinatubo, necelý rok po erupci (Filipíny)
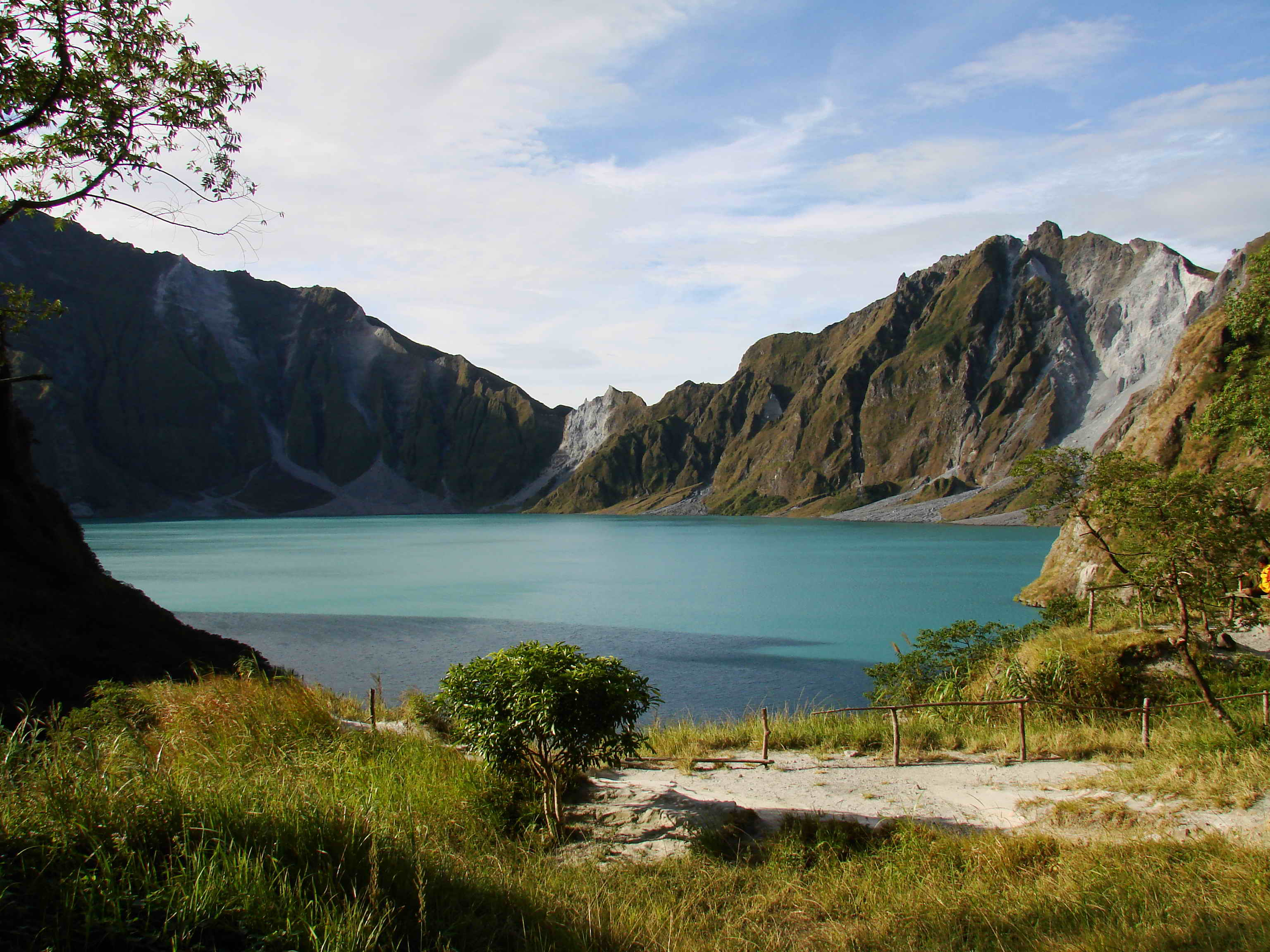
Pinatubo, 17 let po erupci.
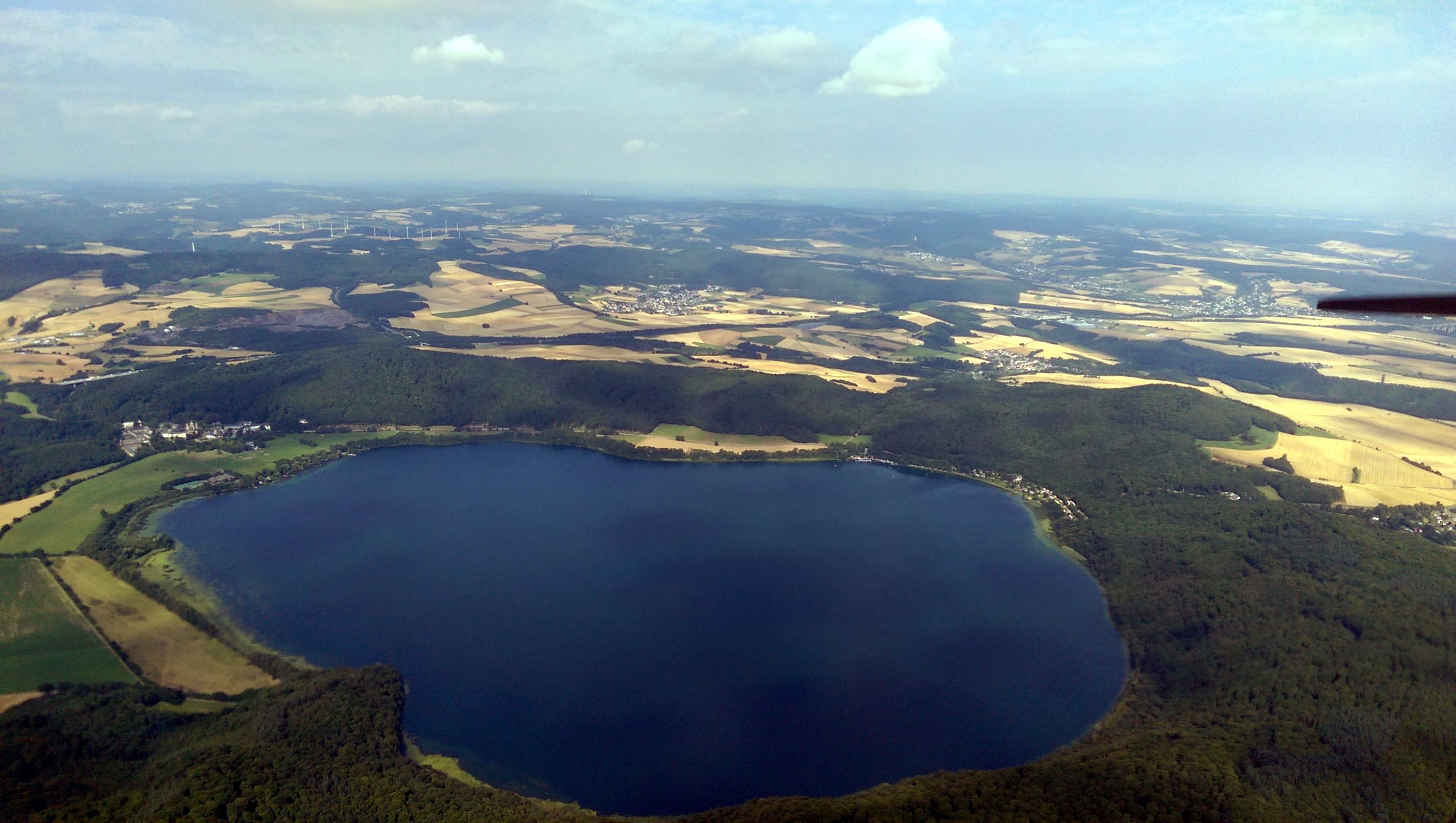
Laacher See (Německo)
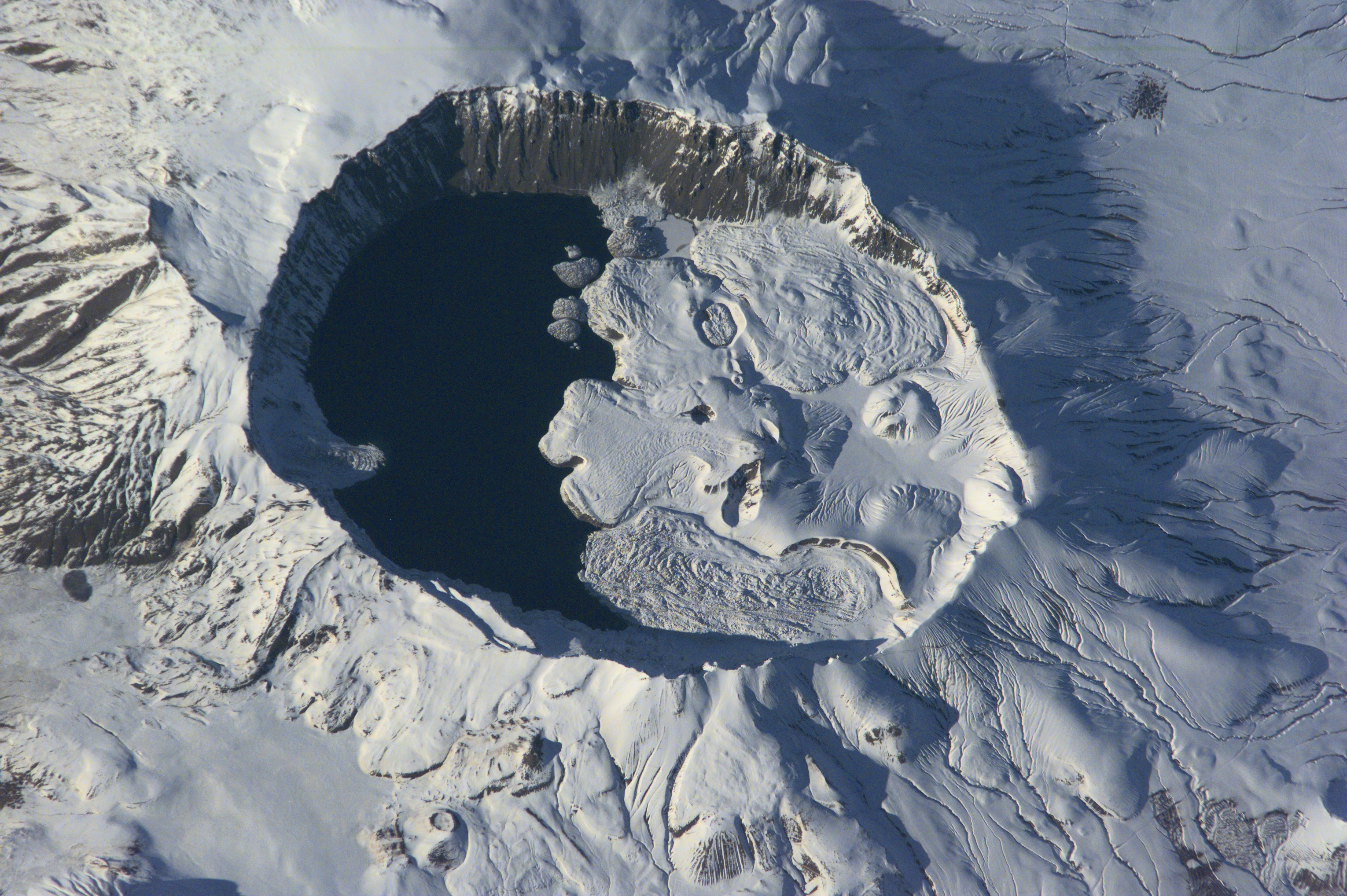
Nemrut (Bitlis) (Turecko)
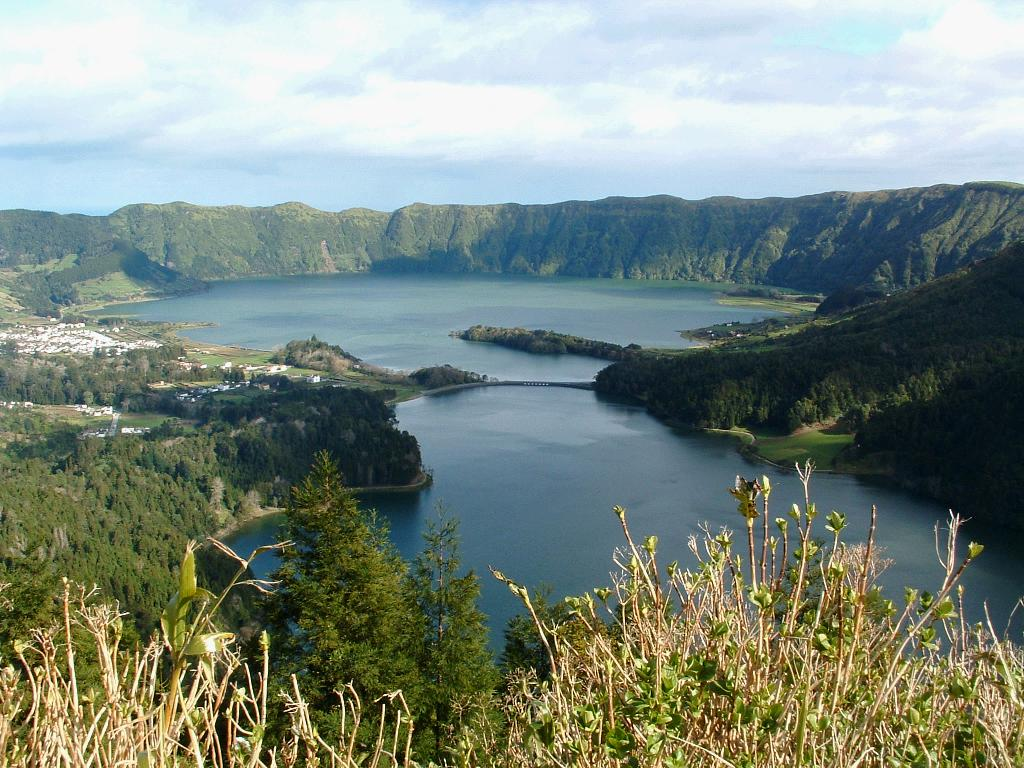
Sete Cidades (Azorské ostrovy)
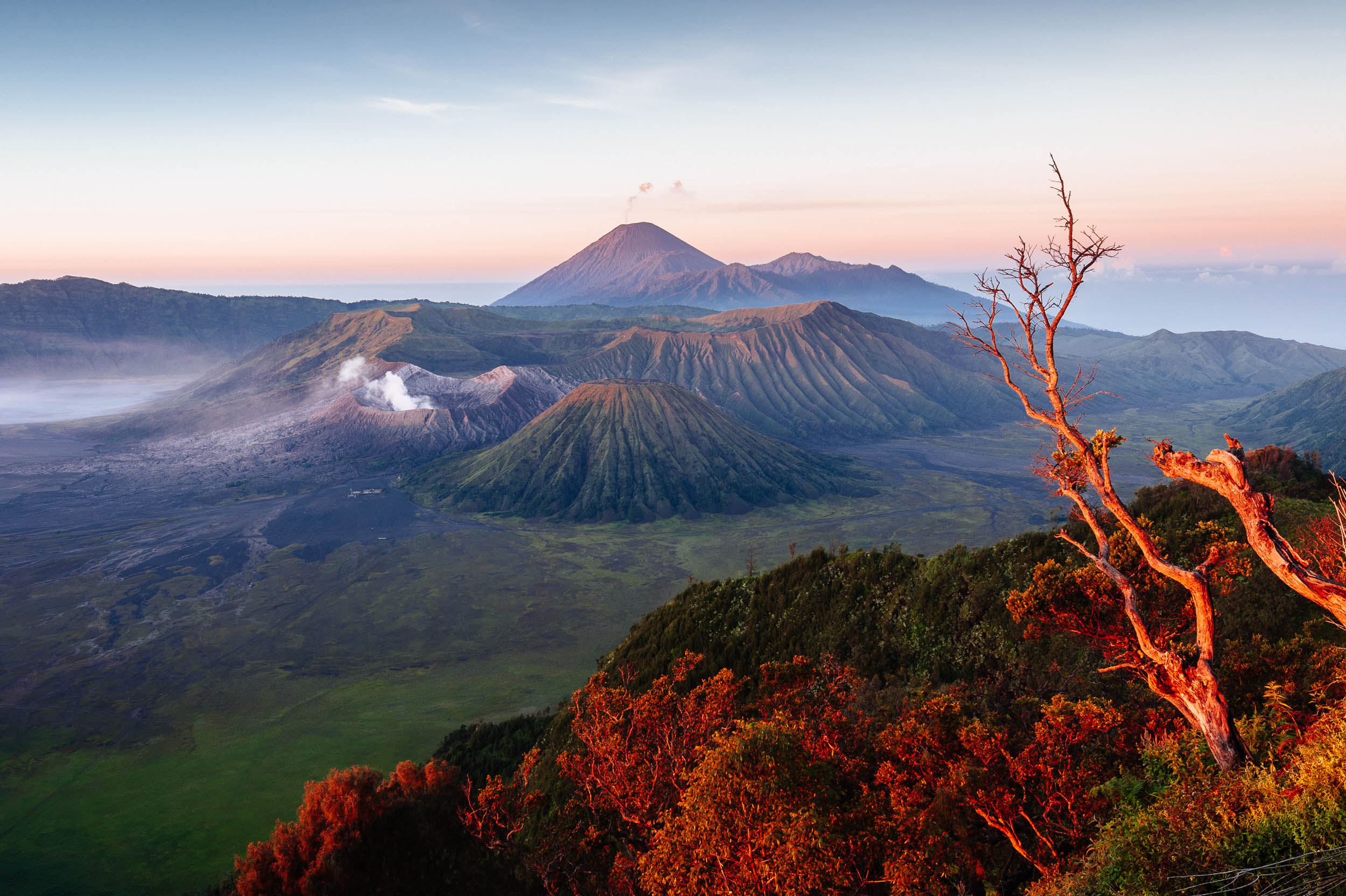
Mladší sopečné kužely na dně kaldery Tengger (Indonésie)

Kaldery výlevného vulkanismu:

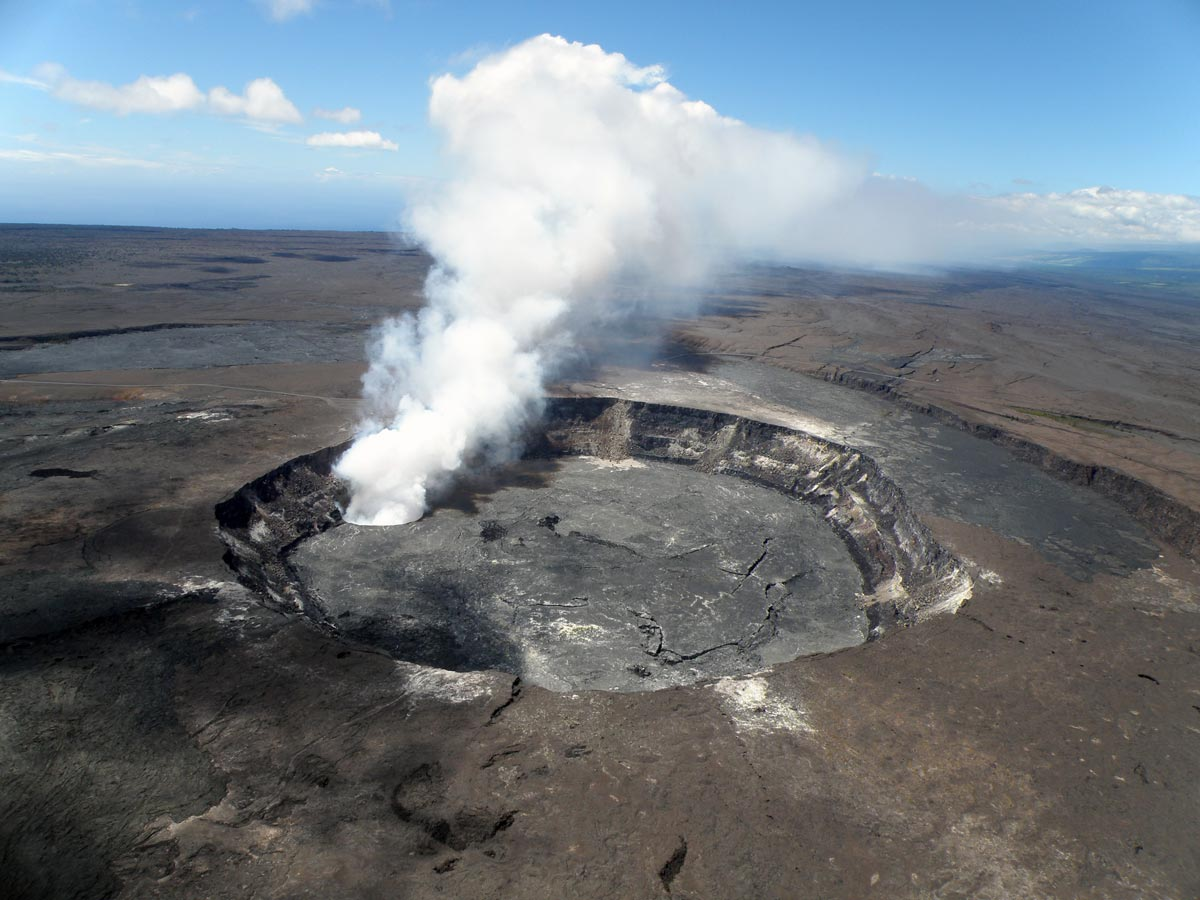
Halemaʻumaʻu na Havajských ostrovech (USA)
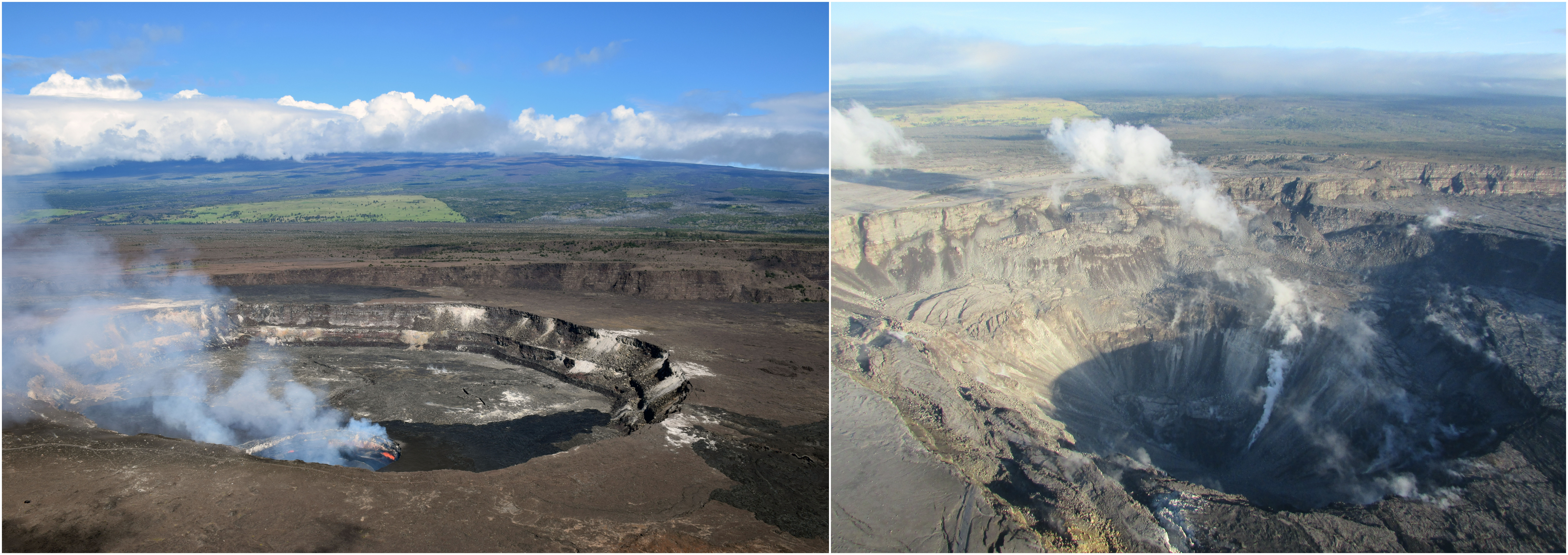
Kalderizace Halemaʻumaʻu v roce 2018
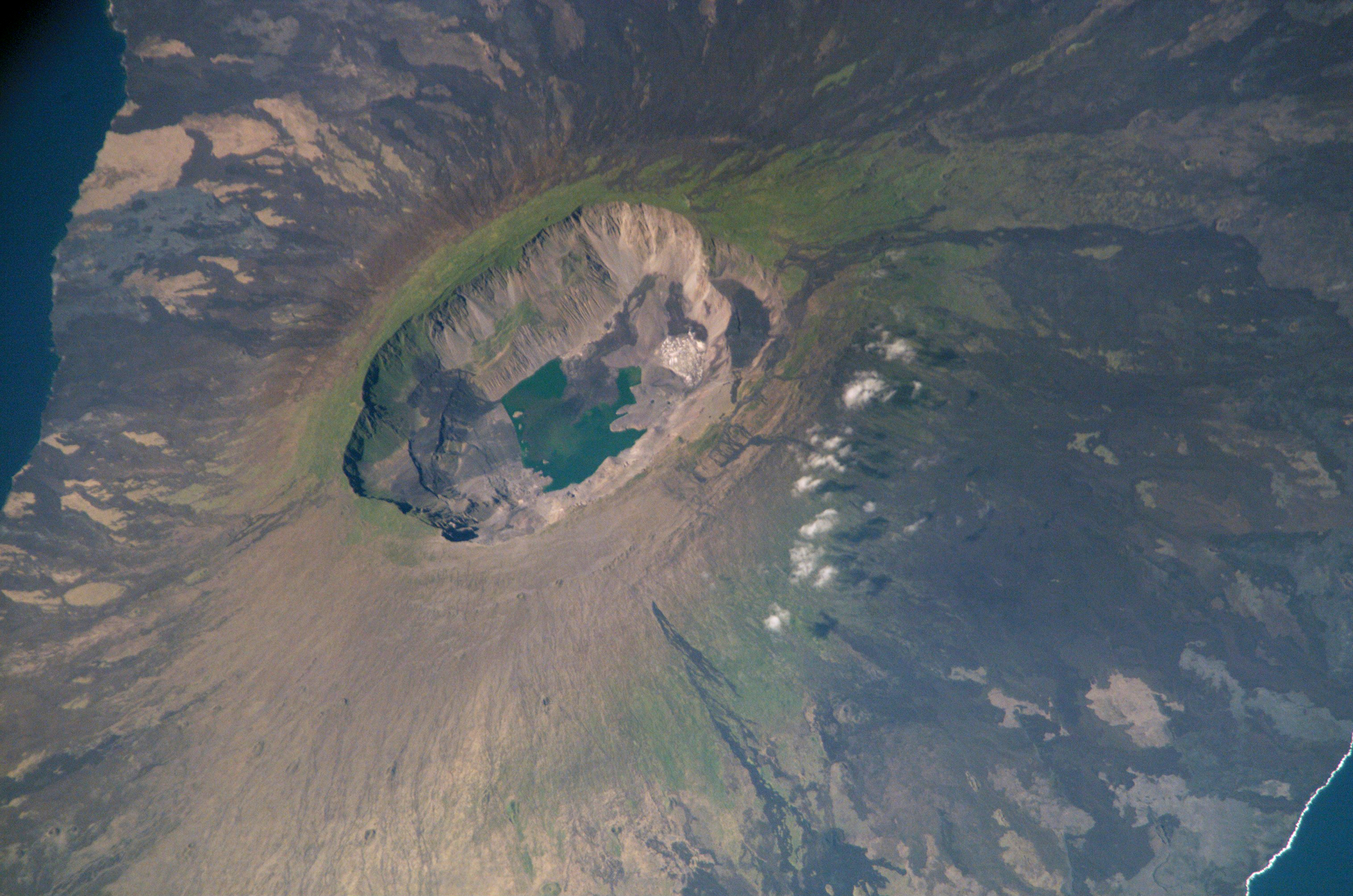
La Cumbre (Galapágy)

## Kaldery ve Sluneční soustavě
Od 60. let 20. století je známo, že vulkanismus se v minulosti vyskytoval i na jiných planetách a měsících ve Sluneční soustavě. Jeho stopy byly nalezeny na Měsíci, Venuši, Marsu a na jupiterovu měsíci Io. Kaldery na těchto tělesech mají stejnou strukturu jako ty pozemské, ale jiné rozměry. Průměrná velikost kalder na Venuši je 68 km, na Marsu 48 km a na Io 40 km. Kaldery na Zemi jsou tudíž nejmenší ze všech těles Sluneční soustavy.

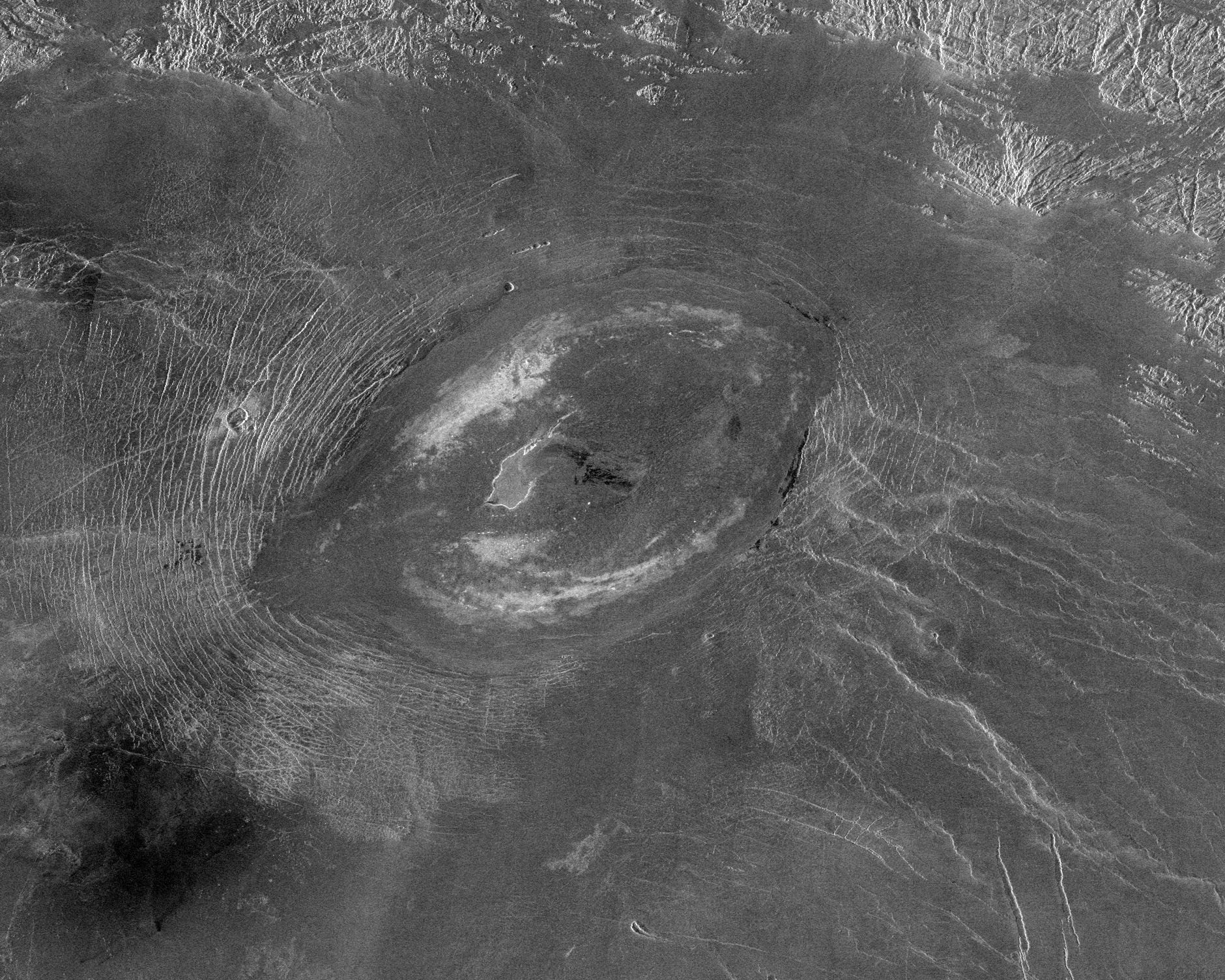
Sacajawea Patera (Venuše)
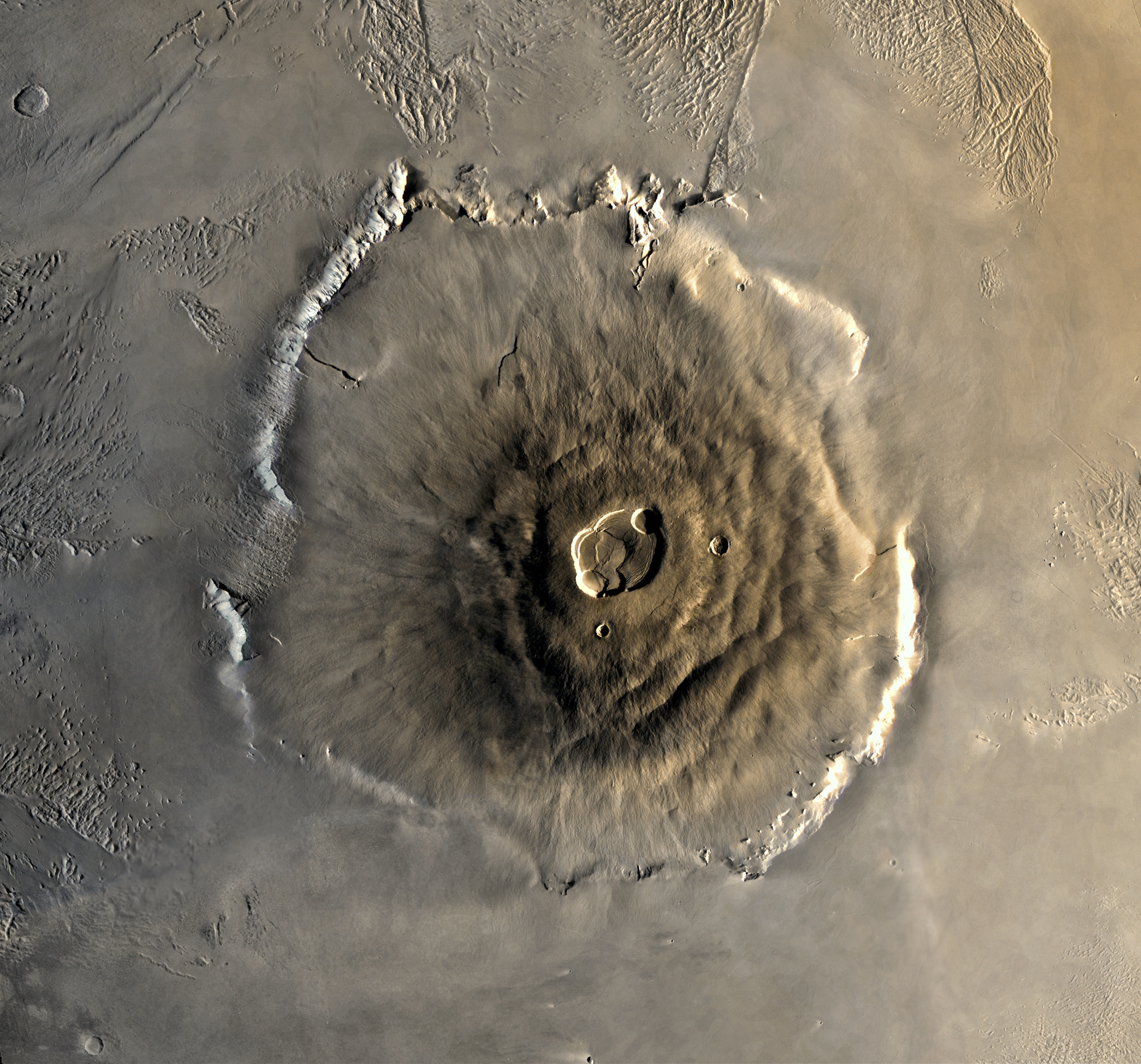
Olympus Mons (Mars)
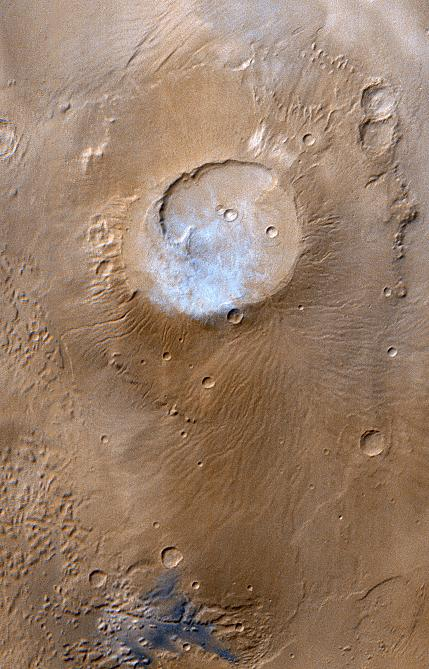
Apollinaris Patera (Mars)
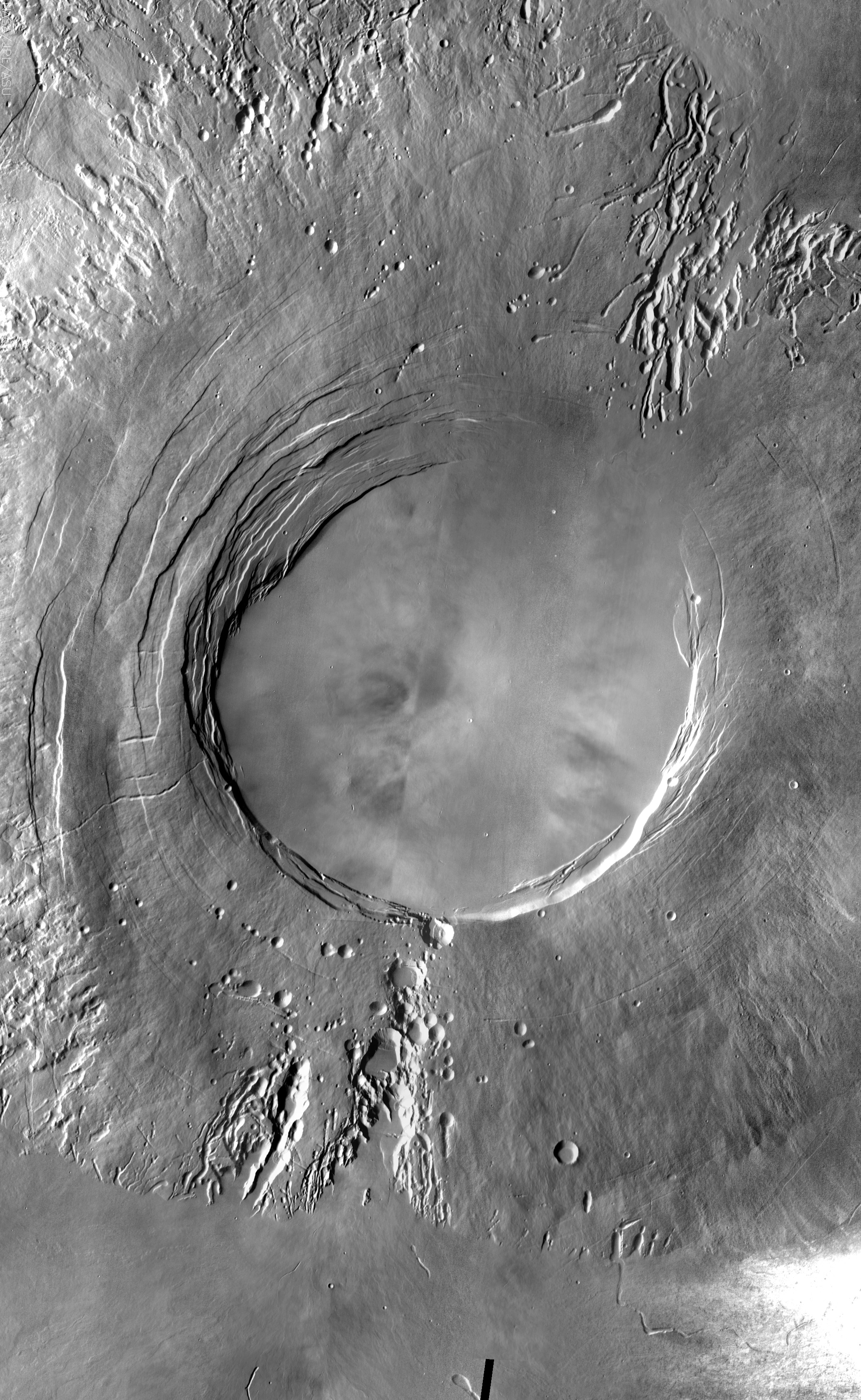
Arsia Mons (Mars)
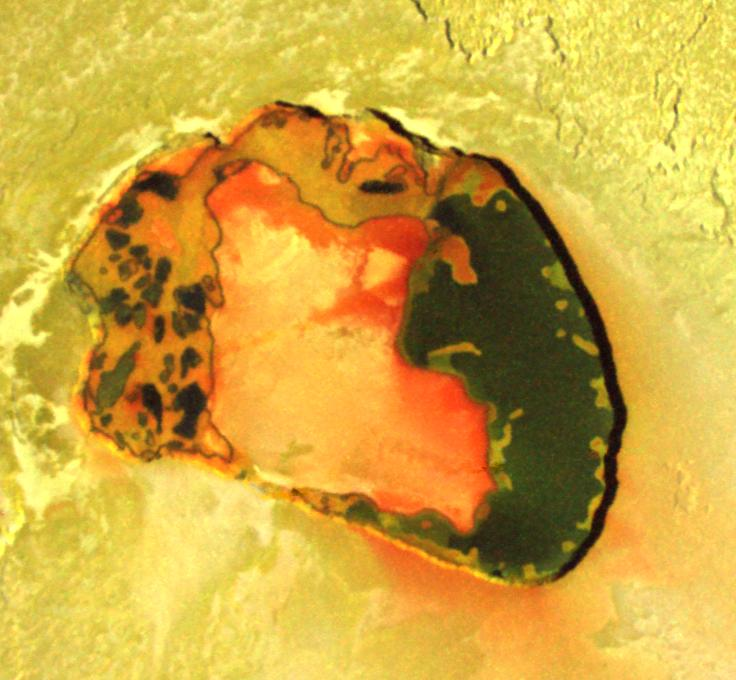
Tupan Patera (Io)